# Millennium Stadium
Millennium Stadium (în galeză Stadiwm y Mileniwm, în română Stadionul Milennium) este cel mai important stadion din Țara Galilor (Regatul Unit), situat în capitala acestei țări, Cardiff. Pe această arenă joacă Echipa națională de fotbal a Țării Galilor și Echipa națională de rugby a Țării Galilor. S-au mai ținut și evenimente precum Concertul caritabil Tsunami Relief sau Grand Prix-ul Marii Britanii. Este deținut de Millennium Stadium plc, subidiară a Uniunii de Rugby a Țării Galilor. Costurile construirii stadionului s-au ridicat la 121 de milioane de lire sterline.